# Balduin 5. af Hainaut
Balduin 5. af Hainaut (født 1150, død 17. december 1195) var greve af Hainaut (1171–1195), markgreve af Namur som Balduin 1. (1189–1195) og greve af Flandern som Balduin 8. (1191–1195).
| Biografi | Spire Denne biografi er en spire som bør udbygges. Du er velkommen til at hjælpe Wikipedia ved at udvide den. |